# Phrurolithus shimenensis
Phrurolithus shimenensis är en spindelart som beskrevs av Yin et al. 1997. Phrurolithus shimenensis ingår i släktet Phrurolithus och familjen flinkspindlar. Inga underarter finns listade i Catalogue of Life.